# SNIA
SNIA (スニア, Storage Networking Industry Association) は、アメリカ合衆国のストレージベンダーを中心とした業界団体である。ストレージおよびストレージネットワーキングに関する、カンファレンスの開催、ベンダー非依存の技術センターの運営、技術標準化の取りまとめ等を行っている。SNIA自体はボランティアベースの非営利団体である。

## 参加企業
多くのIT企業が参加している。SNIA内で大きな権限をもつ企業としては次のような企業があげられる。
- Brocade Communications Systems
- シスコシステムズ
- CA
- デル
- EMCコーポレーション
- ヒューレット・パッカード
- 日立データシステムズ
- IBM
- インテル
- マイクロソフト
- ネットアップ
- オラクル
- QLogic
- クアンタム
- シーゲイト・テクノロジー
- サン・マイクロシステムズ
- シマンテック

## SNIA-J (日本支部）
SNIAの日本支部としてSNIA-Jが存在する。日本支部の正会員としては次のような企業が名を連ねる。
- 東芝
- パナソニック
- NEC
- ネットアップ
- 日立製作所
- 富士通